# Sulligent
Sulligent ist eine im 19. Jahrhundert gegründete Stadt im Lamar County in Alabama in den Vereinigten Staaten.

## Geschichte
Die Stadt erhielt zuerst den Namen Elliott nach dem Chefingenieur der Kansas City-Memphis-Birmingham Railroad. Einen Monat später erhielt sie ihren heutigen Namen. Der Name der Stadt setzt sich aus der Vorsilbe des Eisenbahnsupervisor Sullivan und der Nachsilbe des Eisenbahnpassagierbeauftragten Sargeant zusammen. Die City wurde im Oktober 1887 inkorporiert. Die Produktion und Verarbeitung von Baumwolle war eine bedeutende Industrie. Das Hauptgeschäft in Sulligent Mitte der 1890er war Baumwolle mit über 2500 entkörnten Bales pro Jahr, die per Eisenbahn weitertransportiert wurden. Seinerzeit war die Sulligent Cotton Oil-Company als größtes Unternehmen zur Entfernung der Samen aus den Baumwollfasern unter einem Dach bekannt.

## Bevölkerungsstatistik
Nach dem Census 2000 hat die Stadt eine Bevölkerung von 2151 Einwohnern.
Im Jahr 2006 wurde die Einwohnerzahl vom United States Census Bureau auf 1985 geschätzt, ein Rückgang von 166 (−7,7 %).